# Ordre de la dame blanche à l'écu vert
L'Ordre de la Dame blanche à l'écu vert est un ordre de chevalerie créé en 1399 par Jean II Le Meingre, maréchal de Boucicaut. Inspiré par les idéaux de la chevalerie et de l'amour courtois, l'ordre se promet « d'assister les dames et demoiselles qui se complaignaient des torts qu'on leur faisait ». Il est surtout connu par la description que Boucicaut en fait dans ses mémoires, Livre des fais du bon messire Jehan Le Maingre, dit Bouciquaut, mareschal de France.
De retour en France après une expédition victorieuse à Constantinople, Boucicaut raconte qu'il est indigné de voir « comment plusieurs dames, demoiselles, veuves et autres étaient oppressées et travaillées d'aucuns puissants homme qui par leur force et puissance les voulaient deshériter de leurs terres, de leurs avoirs et de l'honneur ». 
Il crée alors avec la permission du roi l'ordre de chevalerie de la Dame blanche à l'écu vert.
Les chevaliers étaient au nombre de treize. Ils firent publier de longues et détaillées Lettres d'armes, par lesquelles les chevaliers « s'obligeaient à l'aide de Dieu et de Notre-Dame de défendre pendant cinq ans le droit de toutes Gentilles-femmes à leur pouvoir, qui les en requerraient », et devront « porter chacun d'eux liée au tour du bras une targe d'or émaillée de vert, à tout une Dame blanche dedans ». Ils signèrent dans l'ordre : sire d'Albret (premier signataire car cousin du roi), Jean de Boussicaut maréchal de France, son frère Geoffroi, François d'Aubriscourt, Jean de Lignières, Jean de Chambrillac, Chastelbaïart, Gaucourt, Jean de Chateau-morant, Jean Bectoz, de Bonnebaut, de Colleville et de Torsy,. L'acte de fondation est signé du 11 avril 1399.
L'ordre disparaît avec son fondateur qui meurt en captivité en Angleterre après la bataille d'Azincourt.